# Theridion societatis
Theridion societatis là một loài nhện trong họ Theridiidae.
Loài này thuộc chi Theridion. Theridion societatis được Lucien Berland miêu tả năm 1934.